# Capnocytophaga canimorsus
Espèce
Capnocytophaga canimorsus est un bacille fastidieux à Gram négatif du genre Capnocytophaga,. C'est une bactérie commensale de la flore gingivale des espèces canines et félines. Elle peut se transmettre par morsure, léchage ou simplement par proximité avec les animaux. Elle est généralement peu virulente chez les personnes en bonne santé mais peut provoquer des pathologies graves chez les personnes prédisposées. La pathogenèse de C. canimorsus est encore largement inconnue, mais l'augmentation des cas diagnostiqués a suscité un regain d'intérêt pour ce bacille. Le traitement aux antibiotiques est efficace dans la plupart des cas. Le diagnostic repose avant tout sur le contact récent avec des chiens ou des chats.

## Culture
Les bâtonnets mesurent généralement 1  à   3 μm de long. Lorsqu'on les cultive sur gélose, les bâtonnets les plus longs tendent à s'incurver. Ils n'ont pas de flagelle et se déplacent en glissant, ce qui peut cependant être difficile à observer. La croissance de ces cellules exige un milieu adéquat. Ces bactéries se développent bien sur la gélose au sang (avec 5 % de sang de mouton ou de lapin) et la gélose chocolat,,,,. Les colonies peuvent demeurer invisibles pendant les deux premiers jours en raison de leur croissance plutôt lente. Après 18 heures, elles ne dépassent généralement pas 0,5 mm de diamètre et sont tachetées et convexes. Après 24 heures, elles peuvent atteindre 1 mm de diamètre. Après 48 heures, les colonies restent petites, plates et lisses, avec des bords étalés. Elles peuvent alors sembler violettes, roses ou jaunes, mais elles sont toujours jaunes une fois retirées de la gélose.

## Génome
Le génome de la souche Cc5 de Capnocytophaga canimorsus est formé d'un chromosome circulaire de 2 571 406 paires de bases, avec un taux de GC de 36,11 %, et 2 405 cadres de lecture ouverts. Ce génome contient 46 ARN de transfert, trois jeux d'ARN ribosomique, une ribonucléase P, deux ARNtm, un riboswitch à TPP (en), une particule de reconnaissance du signal et une région CRISPR. Il ne code pas de système de sécrétion III, IV ou VI, qui sont fréquemment associés à la pathogenèse. La séquence annotée du génome de la souche Cc5 est accessible sur GenBank sous la référence CP002113.

## Hôtes
Capnocytophaga canimorsus appartient au genre Capnocytophaga. Les espèces de ce genre sont présentes dans les cavités orales des animaux, mais la plupart d'entre elles ne se retrouvent pas chez les humains. C. canimorsus est ainsi une bactérie commensale des chiens et des chats, mais est normalement absente chez les humains. Elle est présente dans la gueule d'environ 26 % des chiens. Elle ne provoque généralement pas de maladies chez les animaux. On a pu observer plusieurs cas d'infections de lapins mordus par des chiens. Les manifestations cliniques de C. canimorsus chez les lapins recouvrent un ensemble de symptômes, comme une coagulation intravasculaire disséminée (CIVD), nécrose cellulaire, baisse de la pression artérielle, gangrène, ou encore une insuffisance rénale aiguë (IRA).

## Symptômes
Les symptômes apparaissent 1 à 8 jours après l'exposition à Capnocytophaga canimorsus mais sont généralement présents au deuxième jour. Ils vont de symptômes évoquant une légère grippe à un sepsis général. Les patients se plaignent généralement d'une combinaisons variable de manifestations parmi les suivantes : fièvre, vomissements, diarrhées, malaise, douleurs abdominales, myalgies, confusion, dyspnée, céphalées, exanthèmes. Des cas plus sévères ont été publiés, faisant état d'endocardite infectieuse, de coagulation intravasculaire disséminée et de méningite. On a montré qu'un traitement précédent à la méthylprednisolone a pour effet de prolonger la bactériémie au cours de ces infections, et donc de favoriser les endocardites.

## Prédispositions
Outre les personnes ayant des contacts fréquents avec les chiens et les chats, certaines prédispositions peuvent accroître le risque de développer des pathologies sévères à la suite d'une infection à Capnocytophaga canimorsus. Ce sont notamment les patients ayant subi une splénectomie (ablation de la rate), les alcooliques et les personnes connaissant une immunosuppression consécutive à la prise de stéroïdes tels que les glucocorticoïdes. Les personnes atteintes de thalassémie β et les fumeurs sont également à risque. L'ensemble de ces groupes présente un taux de fer alimentaire élevé dans le sang, ce qui est l'une des conditions appréciées par C. canimorsus pour assurer son développement. Toutefois on constate en 2019 un cas mortel d'un homme de 63 ans ne présentant aucun facteur de risque, en Allemagne. 

### Asplénie
Parmi les cas recensés dans la littérature, 33 % relèvent de personnes aspléniques, c'est-à-dire dépourvues d'une rate fonctionnelle. Ces personnes produisent moins d'immunoglobuline M (IgM) et d'immunoglobuline G (IgG). Leurs macrophages mettent plus de temps à se former et elles produisent moins de tuftsine. Cette dernière stimulant la phagocytose, une moindre production de tuftsine amoindrit l'efficacité du système immunitaire en cas d'infection. La rate joue un rôle important dans l'élimination des agents infectieux. Dans la mesure où Capnocytophaga canimorsus semble prospérer chez les patients aspléniques, on pense que les immunoglobulines M et la tuftsine sont essentielles au processus de marquage de cette bactérie pour élimination par phagocytose.
Les patients aspléniques présentent souvent un taux sanguin de fer double du taux normal et un risque 60 fois plus élevé de développer une manifestation clinique fatale de la bactérie. Chez ces patients, les symptômes apparaissent souvent le lendemain de l'exposition à C. canimorsus. L'infection progresse rapidement en atteignant plusieurs organes et conduit à la mort. Le taux de mortalité est bien plus élevé chez les patients aspléniques que chez toutes les autres populations à risque pour les infections à cette bactérie.

### Alcoolisme
Les alcooliques représentent environ 24 % des personnes présentant une infection à Capnocytophaga canimorsus. On sait que l'alcoolisme conduit à une diminution de la production de superoxydes dans les granulocytes neutrophiles ainsi qu'une baisse d'activité de l'élastase neutrophile (en). Il en résulte une prédisposition accrue pour une bactériémie à C. canimorsus, et donc au développement de formes graves d'une infection à cette bactérie, et ce d'autant plus que l'alcoolisme accroît le taux sanguin en fer.

### Immunosuppression
Des immunosuppresseurs sont couramment utilisés pour traiter des maladies auto-immunes telles que les lupus. Lorsque ce type de médicaments est employé, par exemple des glucocorticoïdes, le système immunitaire est affaibli. Ceci a pour effet de favoriser les infections à Capnocytophaga canimorsus par rapport aux personnes en bonne santé. Ces patients représentent environ 5 % des personnes présentant des symptômes provoqués par cette bactérie.